# The 1UP Show
1UP Show là một podcast video được cập nhật hàng tuần trên trang web trò chơi điện tử, 1UP.com. Podcastcos sự tham gia của các biên tập viên của 1UP.com cùng với các biên tập viên tạp chí Electronic Gaming Monthly and và Games for Windows: The Official Magazine. Giống như các trang web, podcast tập trung vào các khía cạnh khác nhau của văn hóa chơi game hiện đại. Kể từ khi được thành lập vào năm 2005, chương trình đã giới thiệu các bản xem trước và đánh giá các trò chơi, cũng như các cuộc tranh luận và thảo luận nội bộ về những phát triển gần đây trong cộng đồng game.
1UP Show đã bị hủy sau khi UGO.com mua lại 1UP và đội ngũ sản xuất bị sa thải. Một số nhân viên của The 1UP Show (Jason Bertrand, Rob Bowen, Matt Chandronait, Jay Frechette, Ryan O'Donnell và Cesar Quintero) đã thành lập công ty sản xuất video của riêng họ, Area 5 Media, và trang web đi kèm của nó, Area5.tv, có một chương trình được gọi là CO-OP, cho tất cả các mục đích và mục đích chính là tung phần tiếp theo của The 1UP Show. Chương trình được Revision3 bình chọn vào tháng 3 năm 2009. CO-OP ngừng sản xuất vào năm 2010.

## Lịch sử
Tập đầu tiên của The 1UP Show được phát hành vào ngày 21 tháng 10 năm 2005. Podcast bắt đầu như một dự án phụ kinh phí thấp do Jane Pinckard và Ryan O'Donnell tạo ra, và cả hai người cũng viết phần lớn các phân đoạn theo kịch bản của chương trình. Cả hai đã được hỗ trợ sản xuất chương trình bởi Che Chou - Tổng biên tập lúc đó của 1UP.com.
Trong mùa thứ hai của chương trình, giá trị sản xuất của chương trình đã được nâng lên đáng kể, với việc bổ sung đồ họa video chuyên nghiệp và cảnh quay chất lượng cao, cũng như bài hát chủ đề do Jane Pinckard và Eric Haller viết và biểu diễn.
Vào ngày 7 tháng 1 năm 2009, 1UP Network được Ziff Davis bán cho UGO Network. Trong một bài đăng trên blog của Matt Chandronait, nhà sản xuất podcast video gần đây nhất, đã tiết lộ rằng dự án sẽ không còn được tiếp tục sản xuất sau khi được UGO Network mua lại.

## Phong cách
Chương trình được quay phần lớn trong và gần các văn phòng của 1UP và các tạp chí trực thuộc của nó, mặc dù một số phần được quay tại địa điểm tại các sự kiện báo chí và chương trình trò chơi. Mặc dù các tập khác nhau của The 1UP Show có các phân đoạn ngắn của các tiểu phẩm có kịch bản và các cuộc đấu trí vui nhộn, phần lớn nội dung là không phù hợp.

### Not The 1UP Show
Khi The 1UP Show không thể ra mắt người xem hàng tuần, chương trình thường được thay thế bằng loạt video thay thế có tiêu đề The 1UP Show có các phân đoạn riêng, và ít liên quan đến tin tức hơn.
Chương trình được thực hiện bởi Broken Pixels, trong đó các thành viên của công ty (đặc biệt là nhà văn Seanbaby, tác giả của "Rest of the Crap" trên Electronic Gaming Monthly) chỉ đơn giản là quay phim cười và "thưởng thức" các trò chơi điện tử kém nhận được như Bible Adventures trên NES và Escape from Bug Island trên Wii. Phân đoạn này kể từ đó đã được coi là một nhánh của chương trình mà nó bắt đầu.
Trong khi The 1UP Show tập trung vào phạm vi trò chơi, Not The 1UP Show lại tập trung hơn vào game và văn hóa chơi game.

## Các mùa

### Mùa 1: tháng 10 năm 2005 - tháng 12 năm 2005
Mùa đầu tiên của The 1UP Show gồm 10 tập, được gắn với nhau một cách lỏng lẻo thông qua một loạt các tiểu phẩm đang diễn ra. Thông thường, những tiểu phẩm này sẽ diễn ra trong thời gian mở đầu của một tập và trước thẻ tiêu đề kết thúc. Nhạc gốc của bộ truyện do Ryan O'Donnell sáng tác. Mặc dù chương trình có một đoạn tiêu đề mở đầu với các thành viên của 1UP.com, cả dàn diễn viên và đoàn làm phim của The 1UP Show đều không được ghi nhận chính thức.

### Mùa 2: tháng 1 năm 2006 - tháng 6 năm 2006
Phần 2 của The 1UP Show chứng kiến sự ra đời của chuỗi tín dụng mở đầu tiêu, đi kèm với bài hát chủ đề gốc do Eric Haller và Jane Pinckard sáng tác và biểu diễn. Biên tập viên điều hành Che Chou đã rời khỏi 1UP.com và Ziff Davis vào đầu mùa 2 để làm việc tại của Microsoft (thuộc nhóm phát triển Turn 10) để phát triển một trò chơi Xbox 360, Forza Motorsport 2. Vào tháng 5, các sự kiện của E3 2006 đã được bao gồm trong 3 phần đặc biệt.
Mùa này có 21 tập, bao gồm bốn tập đầu tiên của Not The 1UP Show.

#### Dàn diễn viên
- Team 1UP Show - Jane Pinckard, Ryan O'Donnell, Che Chou
- The High Rollers - John Davison, Sam Kennedy, Mark MacDonald, Simon Cox
- Guitar Heroes: 'Liberante' - Garnett Lee, Kimi Matsuzaki, Matt Leone, Andrew "Skip" Pfister
- Video Prod. Squad - Mikey Nguyen, Jason Bertrand, Cesar Quintero, Robert Bowen
- 1UP.com Art Ops - Greg Ma, Karen Chu
- The 'Core Club - Jared Rea, Patrick Klepek, Richard Li
- with James Mielke

### Mùa 3: tháng 6 năm 2006 - tháng 10 năm 2006
Mùa thứ ba của The 1UP Show bắt đầu vào ngày 9 tháng 6 năm 2006. Loạt phim đã giới thiệu một cảnh mở đầu mùa hè mới với một phiên bản thay thế lấy cảm hứng từ Beach Boys của bài hát chủ đề, được dàn dựng bởi Jane Pinckard, Eric Haller, Ryan O'Donnell và Chris Groves. Gần cuối mùa, Jane Pinckard rời Ziff Davis để làm quản lý hội nghị cho Hội nghị các nhà phát triển trò chơi.
Mùa 3 gồm 18 tập.

### Mùa 4: 13 tháng 10, 2006 - 22 tháng 12, 2006
Mùa thứ tư của The 1UP Show bắt đầu vào ngày 13 tháng 10 năm 2006. Các phiên bản sắp ra mắt của Wii và PlayStation 3 đã được khám phá rất nhiều trong mùa này, cũng như các trò chơi được mong đợi khác như Final Fantasy 12, Bully, Elite Beat Agents, Gears of War, và thậm chí là một tính năng ban đầu trên Halo 3 mùa thu năm sau.
Mùa 4 gồm 11 tập, với một tập "Not The 1UP Show" và một tập khác là "Broken Pixels".

#### Dàn diễn viên
Ryan O'Donnell, Kathleen Sanders, Cesar Quintero, Mark MacDonald, Demian Linn, Jason Bertrand, Rob Bowen, Nelson Laut, Mike Nelson, Crispin Boyer, Bryan "Fragile EAgle" Intihar, Dan "Shoe" Hsu, Shane Bettenhausen, Luke Smith, Garnett Lee, Andrew "Skip" Pfister, Matt Leone, Sam Kennedy, John Davison, Shawn Elliott, James "Milky" Mielke, nhân viên của Electronic Gaming Monthly, Official PlayStation Magazine và Games For Windows.

### Mùa 5: 19 tháng 1, 2007 - 20 tháng 4, 2007
Mùa thứ năm của The 1UP Show bắt đầu vào ngày 19 tháng 1 năm 2007. 8 tập, cùng với ba tập của "Not The 1UP Show", đã được công chiếu. Hai tập nữa của "Not The 1UP Show" đã được phát sóng sau mùa 5. Trong mùa này, Luke Smith đã tuyên bố rời Ziff Davis để làm việc tại Bungie.
Dàn diễn viên
Ryan O'Donnell, Kathleen Sanders, Cesar Quintero, Mark MacDonald, Demian Linn, Jason Bertrand, Rob Bowen, Nelson Laut và Mike Nelson từ
Game Videos; Crispin Boyer, Greg "The Yakker" Ford, Bryan "Fragile EAgle" Intihar, Dan "Shoe" Hsu, Shane Bettenhausen, Michael Donahoe, và Jennifer Tsao từ EGM; Shawn Elliott, Sean Molloy, Ryan Scott, Darren Gladstone và Jeff Green từ GFW; Luke Smith, Garnett Lee, Andrew "Skip" Pfister, Matt Leone, Sam Kennedy, John Davison, Karen Chu, Seana Lyn Mickols, Jenn Frank, Jared Rea, Todd Zuniga và James "Milkman" Mielke từ 1Up.

### Mùa 6: 11 tháng 5, 2007 - 24 tháng 8, 2007
Tập một trong mùa thứ sáu của The 1UP Show bắt đầu vào ngày 11 tháng 5 năm 2007 bao gồm phần giới thiệu mùa hè mới (kèm theo bài hát chủ đề được giới thiệu lần đầu trong mùa hai). 15 tập được phát sóng cho mùa, hai tập là "Not The 1UP Show" và 5 cho E3.

### Mùa  7: 31 tháng 8, 2007 - 21 tháng 12, 2007
Mùa thứ bảy của The 1UP Show bắt đầu vào ngày 31 tháng 8 năm 2007. Mùa này bao gồm 16 tập, một tập là "Not The 1UP Show" và một tập khác là 1UP Show Special. Tập đầu tiên của mùa là tập thứ 100 của The 1UP Show, đồng thời chứng kiến sự ra đi của John Davison và Kathleen Sanders. John Davison vẫn tiếp tục tham gia podcast 1UP Yours.

### Mùa 8: 18 tháng 1, 2008 - 9 tháng 5, 2008
Mùa 8 của The 1UP Show được công chiếu vào ngày 18 tháng 1 năm 2008. 18 tập đã được quay, bao gồm thông tin về Hội nghị các nhà phát triển trò chơi và sự ra mắt của cả Crisis Core: Final Fantasy VII và Grand Theft Auto IV. Hai chương trình đặc biệt của 1UP được phát sóng sau mùa 8 bao gồm Superstar Challenge của WWE, "Freeloader" mới và buổi ra mắt một loạt 1UP Specials hoàn toàn mới có tên "RSVP".

### Mùa 9: 6 tháng 6, 2008 - 22 tháng 8, 2008
14 tập đã được phát sóngt trong mùa 9 của The 1UP Show, bắt đầu vào ngày 6 tháng 6 năm 2008. Phần này bao gồm các tựa trò chơi điện tử như Soul Calibur IV, Metal Gear Solid 4: Guns of the Patriots, Gears of War 2 và Call of Duty: World at War cũng như E3 2008 và Leipzig Games Convention 2008. Penny Arcade Expo đã được tổ chức sau đêm chung kết mùa 9 trong 1UP Show Specials.

### Mùa 10: 22 tháng 9, 2008 - 19 tháng 12, 2008
Mùa 10 bắt đầu vào ngày 18 tháng 9 năm 2008.. Buổi chiếu cuối cùng là ngày 19 tháng 12 năm 2008.
Chương trình 1UP kết thúc sau khi mạng lưới được UGO.com mua vào năm 2009.